# Birds Landing
Birds Landing es un área no incorporada ubicado en el condado de Solano en el estado estadounidense de California. En el 2000 tenía una población de 130 habitantes y se encuentra ubicado justo al norte del río Sacramento a mitad de camino entre San Francisco y Sacramento.

## Geografía
Birds Landing se encuentra ubicada en las coordenadas 38°7′58″N 121°52′15″O / 38.13278, -121.87083.